# 알히드

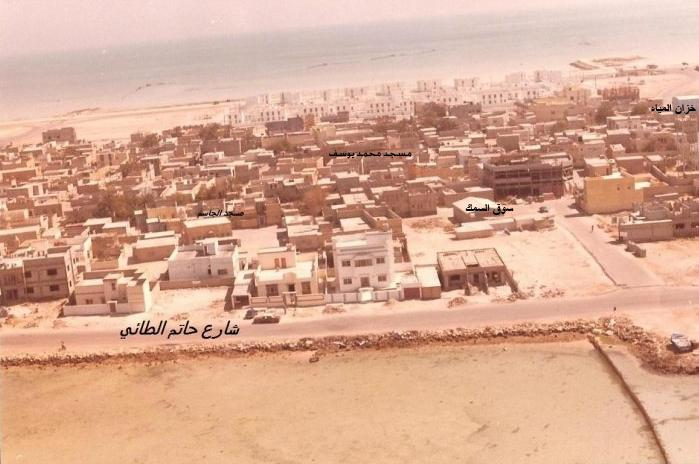

알히드(아랍어: الحد 알히드[*])는 바레인 무하라크섬에 위치한 도시이다. 행정 구역상으로는 북부주에 속한다.